# Scalpay
Scalpay (Sgalpaigh an t-Sratha en gaèlic, que significa "illa del veler") és una illa de les Hèbrides Interiors, situada al nord-oest d'Escòcia.

## Geografia i història
Separada de la costa est de l'illa de Skye pel Loch na Cairidh, Scalpay culmina a 400 metres d'altura al Mullach na Càrn; la seva superfície és d'uns 25 quilòmetres quadrats.
Scalpay, tot i ser propietat privada, protegeix la cria del Cérvol comú i posseeix una reserva de caça i cases de lloguer per a visitants. Tot i que a l'illa hi ha plantacions de coníferes, es troba recoberta majoritàriament de bruc.
El ric magnat i polític Donald Currie era el propietari a finals del segle xix; fou ell qui feu construir les primeres carreteres i qui ordenà la major part de plantacions d'arbres.